# 陳堯華
陳堯華，字雲瞻，贵州都勻人，清朝政治人物、同進士出身。
乾隆四十六年（1781年）辛丑科進士，三甲九十一名，改翰林院庶吉士，散館授檢討。著有《雲鬆詩稿》。